# Gheorghe Covaciu
Gheorghe Covaciu (Buzău, 8 de julho de 1957) é um ex-handebolista profissional, medalhista olímpico.

## Títulos
- Jogos Olímpicos:
  - Bronze: 1984